# Aldo Cibic
Aldo Cibic (Schio, 1955) è un designer e architetto italiano.

## Carriera
A 22 anni Aldo inizia a lavorare nello studio di Ettore Sottsass.
Nel 1980 è tra i fondatori di Sottsass & Associati, dove resterà per oltre dieci anni realizzando progetti in Europa, Asia e America.
Nello stesso 1980 Aldo Cibic è con Sottsass uno dei fondatori di Memphis, il rivoluzionario collettivo di progettisti che trasformerà radicalmente il panorama del design mondiale.
La partecipazione a Memphis è alla base dell’approccio sperimentale che è la cifra della carriera di Cibic. Denominatore comune il rapporto con Sottsass, talvolta anche conflittuale e spesso vissuto oltre i confini del linguaggio formale del maestro, ma sempre condividendo la convinzione che il design deve interagire con la vita e i comportamenti delle persone. Nella sua ultima intervista Sottsass affermerà: “Non credo di aver lasciato alcuna traccia del mio lavoro, forse qualcosa in Aldo Cibic”.
Alla fine degli anni 80 Aldo inizia una riflessione su un concetto più personale di creatività, che ispira il lancio del suo primo progetto indipendente, Standard. In linea con la sua idea di una forma di design più umana, meno eroica, Cibic sceglie non solo di disegnare oggetti per la casa, ma anche di produrli. È una collezione autoprodotta, presentata al pubblico nel suo loft in Milano, inaugurando una tradizione di mostre estemporanee che sono un modo per testare i progetti di design e guidare le ricerche.
La sua attività di ricerca nel campo del “design di innovazione sociale” si è sviluppata attraverso l’insegnamento in varie scuole di design (Domus Academy) e facoltà di architettura (Politecnico di Milano, IUAV Venezia, Tongji University Shanghai).
È professore onorario alla Tongji University di Shanghai, dove insegna presso il Tongji University College of Design & Innovation.
A partire dall’iniziativa Family Business , in “The Solid Side”, lanciata in collaborazione con Philips Corporate Design alla Domus Academy all’inizio degli anni novanta, ha prodotto progetti pionieristici, come New Stories New Design (2002), e CitizenCity(2003). Questi progetti di ricerca promuovono una relazione dinamica tra luoghi e persone e offrono un nuovo modo di disegnare i luoghi basato sulle interazioni sociali, ruotando intorno al tema centrale dell’interpretazione della sostenibilità. Quest’esperienza è culminata in “Microrealities”, presentato alla Biennale di Architettura di Venezia nel 2004.

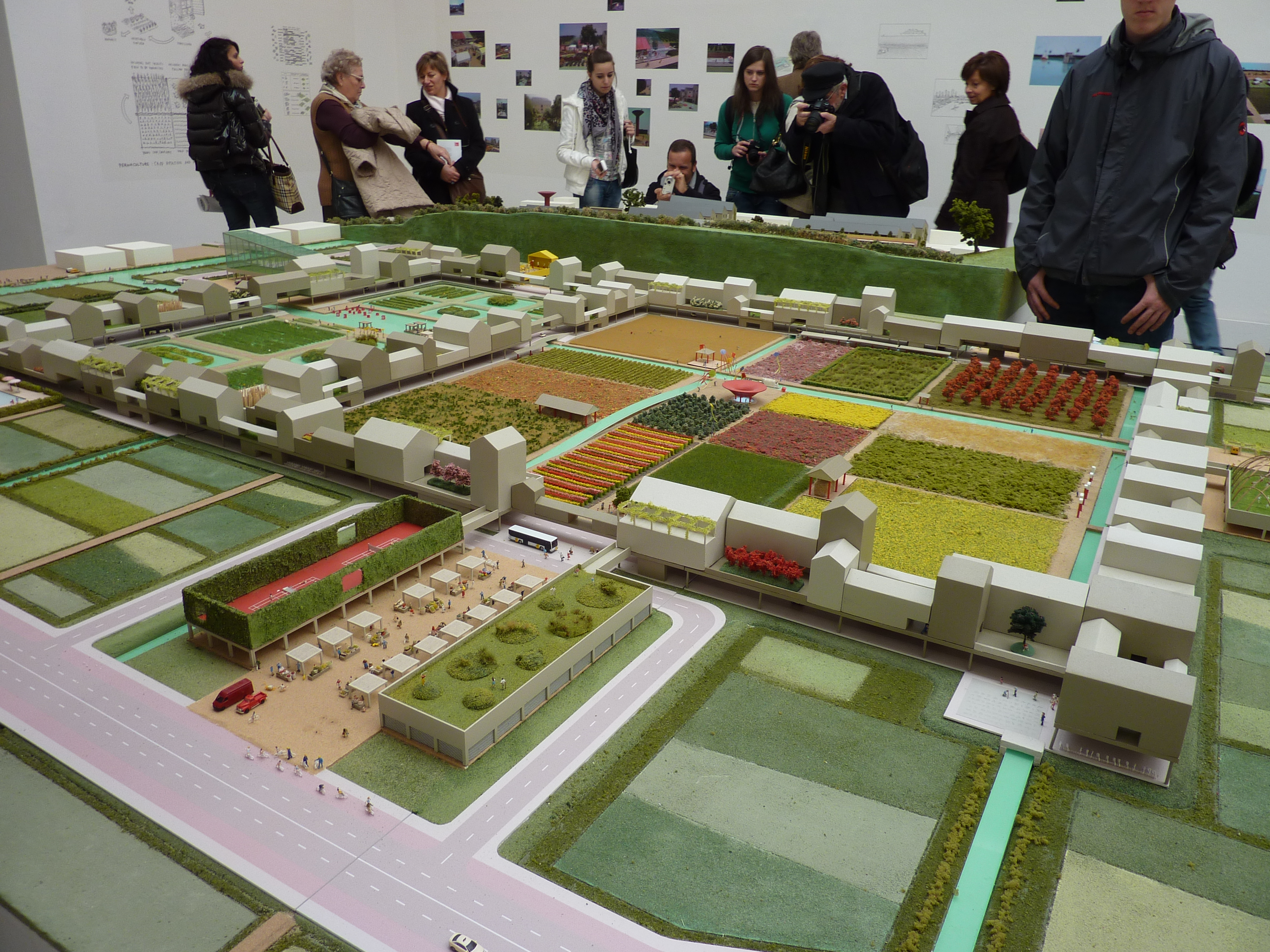
Rethinking Happiness, Biennale di Venezia 2010

Nel 2010, Aldo Cibic è uno dei due soli progettisti italiani invitati da Kazuyo Sejima alla 12ª edizione della Biennale di Architettura di Venezia. Presenta “Rethinking Happiness”,una serie di invenzioni narrative contemporanee volte a moltiplicare le opportunità di incontri, scambi e condivisione nella vita delle comunità, realizzati coinvolgendo architetti, agronomi, designer, sociologi e esperti in energia.
Nel 2015 è curatore del Padiglione Venezia alla 56ª Biennale d'Arte di Venezia con la mostra: Guardando Avanti. L’evoluzione dell’arte del fare. Nove storie dal Veneto: digitale – non solo digitale.
Alla Biennale di Architettura di Venezia del 2025 Aldo Cibic presenta il progetto “Venice Forever – from Reality to Imagination”. Firmato da Cibicworkshop (Aldo Cibic, Chuck Felton e Jo Dejardin) e Andrea Rinaldo (Stockholm Water Prize 2023), “Venice Forever” si presenta come una serie di frammenti di visioni e di domande in cui gli attori dell’invenzione del futuro di Venezia siano giovani ricercatori, a cui viene data la possibilità di stabilirsi a Venezia per lavorare sull’invenzione del suo futuro.
Aldo Cibic è stato inserito dalla rivista di architettura Domus nella guida ai migliori architetti del mondo "100+ best architecture firms 2019". In particolare, i direttori di Domus Alessandro Mendini e Joseph Grima hanno proposto una selezione per dare voce agli studi che dimostrano come “in futuro possa realmente fiorire un’architettura sociale”.
I suoi lavori sono esposti nelle collezioni permanenti dello Stedelijk Museum di Amsterdam, del Groninger Museum, del CCA (Canadian Centre for Architecture) di Montreal, del Victoria and Albert Museum di Londra, del Triennale Museo del Design Italiano | Triennale di Milano e del Centre George Pompidou di Parigi.

## Cibic Workshop
Applicando la ricerca investigativa al design, Cibic Workshop osserva l'ambiente costruito da una prospettiva diversa e su diversa scala. L'individuo diventa il fulcro centrale, insieme al suo complesso sistema di relazioni, alla sua capacità di immaginare e inventare, di scoprire nuove opportunità e di approfittare del cambiamento.
Cibic Workshop si concentra su tipologie di progetti alternativi sostenibili volti a valorizzare interi territori e definire una nuova consapevolezza culturale, emotiva e ambientale dello spazio pubblico.
Nel 2020 Cibic Workshop ha aperto un nuovo ufficio a Shanghai, con l'obiettivo di creare oggetti, spazi e comunità significativi e culturalmente rilevanti, sia pubblici che privati, affrontando le questioni che consideriamo più importanti per la società odierna.
Principali aree di lavoro:
- ‘Accessible Beauty’ per gli spazi domestici

- ‘Communal Landscapes’ per creare un senso di comunità e responsabilità per spazi e ambienti condivisi

- ‘The New Old’, nuovo design da materiali vecchi.

## Principali progetti di ricerca
- Venice Forever – from Reality to Imagination, XIX Biennale di Architettura di Venezia, Venezia 2025
- NICE 2035, Progetto di rinnovamento urbano,Art Direction, Shanghai 2018
- Guardando avanti. L'evoluzione dell'arte del fare. 9 storie dal Veneto: digitale – non solo digitale, Curatore del Padiglione Venezia, 56ª Biennale di Venezia, 2015
- Freedom Room, Triennale di Milano, Milano 2013
- Toward Expo Milano 2015, Milano, 2011
- Rethinking Happiness, XII Biennale di Architettura di Venezia, Venezia 2010

- X Biennale di Architettura - Art Direction, Exhibition Design, Venezia 2006
- Perché Design? CibicWorkshop alla Rinascente Fuorisalone, Milano 2006

- A Perfect Weekend – mostra, Cibic&Partners Studio, Milano, 2005

- Microrealities - IX Biennale di Architettura di Venezia, Venezia 2004

- New Stories New Design - IX Biennale di Architettura, Padiglione Italia, Venezia 2004

- Citizen City: Mostra, Milano 2003
- Smart Home Fitness: Design Research, Milano 1998
- Family Business: The Solid Side, Domus Academy, Milano 1984

## Riconoscimenti
- 2023 – Magnolia Silver Award, conferito dalla municipalità di Shanghai per il contributo allo sviluppo e agli scambi internazionali della città.[16]